# Rally point system
Il rally point system è una regola pallavolistica, atta a garantire l'assegnazione di un punto ad ogni "azione completata" vinta.

## Storia
La FIVB introdusse il rally point system nel 1998, aggiungendolo poi al regolamento dal 2000.
Il criterio era, in realtà, presente anche prima dell'introduzione sebbene con una normativa differente: veniva infatti applicato solamente durante l'eventuale ultima frazione.

## Descrizione
Nonostante il rally point system indichi il sistema di assegnazione di un punto alla fine di un "rally" ovvero di un turno di gioco che inizia con il servizio e termina con una palla a terra o con un fallo, non specifica né il punteggio necessario alla vittoria né quanti punti di scarto siano necessari per ottenerla.
Dalle regole base della federazione mondiale della pallavolo FIVB si evince che un set di gioco normale termina ai 25 punti ma la squadra che li raggiunge per prima deve avere almeno due punti di vantaggio sull'avversario in mancanza dei quali si procederà a oltranza. Un set di gioco di spareggio, definito tie-break, tipicamente il 5º set si disputerà sulla distanza dei 15 punti sempre con il requisito dei due punti di scarto.
Tale criterio prevede che a ogni servizio – indipendentemente dalla squadra in battuta – venga assegnato il punto; in precedenza nei primi quattro set l'errore al servizio comportava solamente il "cambio", ovvero l'assegnazione della palla alla squadra avversaria. L'introduzione della regola – seppur non esente da polemiche – ha contribuito a semplificare la comprensione del gioco presso il pubblico, riducendo inoltre la durata degli incontri: il tempo effettivo si attesta così attorno ai 100', rispondendo tuttavia a esigenze televisive più che agonistiche.
L'incontro rimase comunque impostato al meglio dei 5 set, benché il numero di punti necessario ad aggiudicarsi un set fosse, nel contempo, innalzato da 15 a 25.